# Amerikaanse dwergsperwer
De Amerikaanse dwergsperwer (Microspizias superciliosus, synoniem: Accipiter superciliosus) is een kleine roofvogel uit de familie van de havikachtigen (Accipitridae). 

## Kenmerken
Vrouwtjes meten zo'n 27 centimeter, terwijl mannetjes niet groter zijn dan 20 cm. Ze wegen tussen 75 en 200 gram. Het is een van de kleinste havikachtige roofvogels in de wereld. 

## Leefwijze
De Amerikaanse dwergsperwer is een carnivoor die vooral andere vogels eet, zoals kolibries.

## Voorkomen en habitat
Hij leeft in het Neotropisch gebied (Latijns-Amerika) in en rond voornamelijk natte laaglandbosgebieden. Ze leven verspreid tussen het oosten van Nicaragua, het westen van Ecuador, het noorden van Bolivia, het noorden van Argentinië en Paraguay en het zuiden van Brazilië.
De soort telt twee ondersoorten:
- Microspizias superciliosus fontainieri: van Nicaragua tot westelijk Colombia en Ecuador.
- Microspizias superciliosus superciliosus: van Venezuela en de Guyana's tot oostelijk Peru en noordelijk Argentinië.

## Status
De grootte van de populatie is in 2019 geschat op 50.000 à 500.000 volwassen vogels. Op de Rode lijst van de IUCN heeft deze soort de status niet bedreigd.